# Pinsot
Pinsot è un comune francese di 200 abitanti situato nel dipartimento dell'Isère della regione dell'Alvernia-Rodano-Alpi. Il suo territorio è bagnato dal torrente Breda.

## Società

### Evoluzione demografica
Abitanti censiti